# サンクトペテルブルク・フィルハーモニア
サンクトペテルブルク・フィルハーモニア（ロシア語: Санкт-Петербургская филармония、英語：Saint Peterburg Philharmonia）は、ロシア・サンクトペテルブルクにある音楽協会で、この協会がある建物でもある。協会の傘下にある2つの交響楽団、サンクトペテルブルク・フィルハーモニー交響楽団とサンクトペテルブルク交響楽団がここを本拠としている。

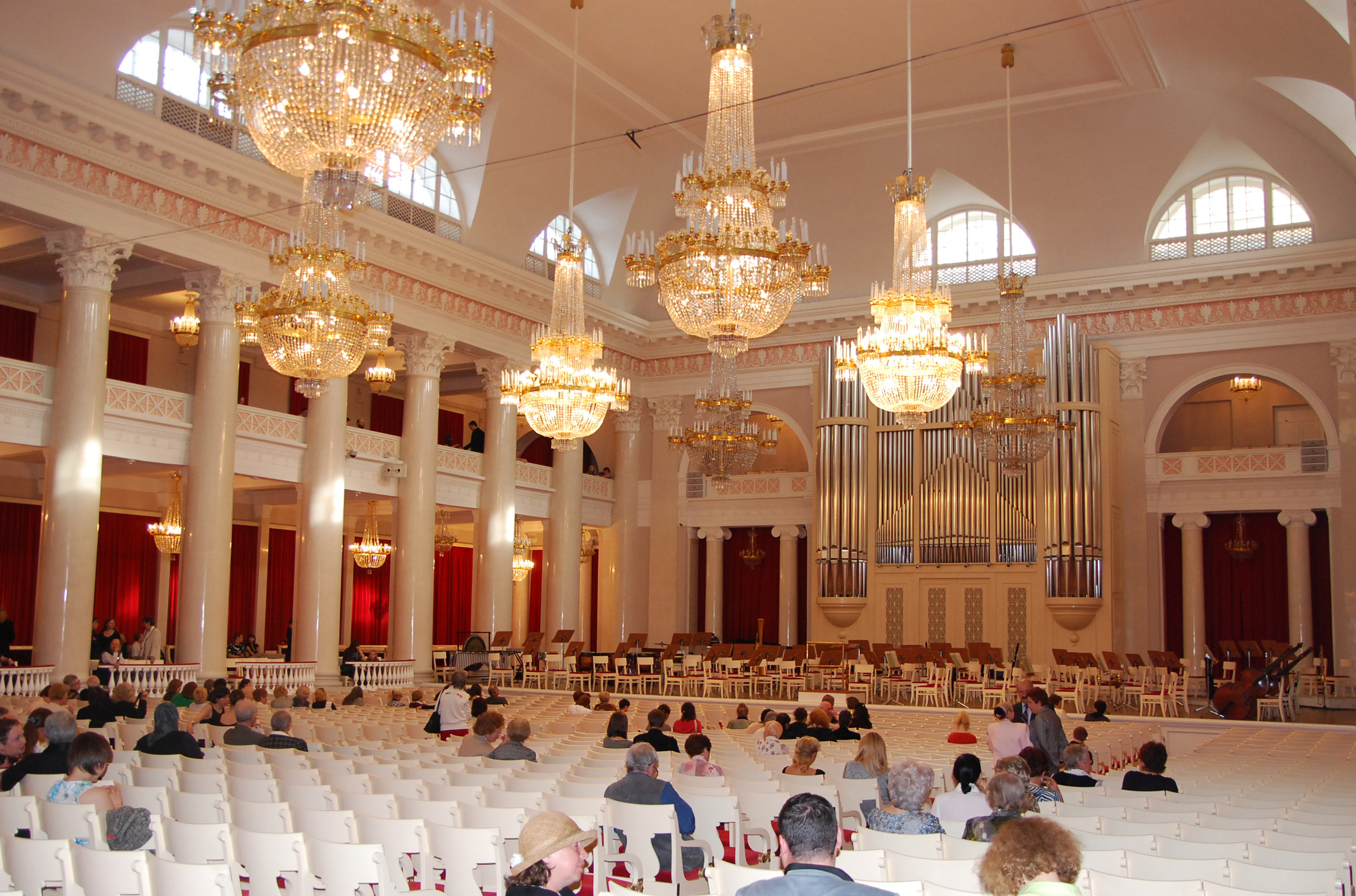
サンクトペテルブルク・フィルハーモニアのボリショイ・ザール（大ホール）

## 沿革
- 1802年、サンクトペテルブルク・フィルハーモニアが設立される。
- 1839年、現在使用している建物が完成する。設計はP. Jacot、側面のデザインはC. Rossiによる[1]。
- 現在、サンクトペテルブルク・フィルハーモニアの傘下にある次の2つの交響楽団の本拠地になっている。
  - サンクトペテルブルク・フィルハーモニー交響楽団
  - サンクトペテルブルク交響楽団

## 場所
ネフスキー大通りからミハイロフスカヤ通りに入ったところにあり、入口は文化広場（別名：ミハイロフスキー・スクエア）に面している。

## ボリショイ・ザール
「ボリショイ・ザール」（(ロシア語: Большой зал、「大ホール」の意味)は1500人収容でき、ロシアではよく知られた音楽ホールになっている。ただし、現代の音響環境からすると、ホールの音響効果は最良とはいい難いといわれている。

## 余話
- ボリショイ・ザールやサンクトペテルブルク市の他の音楽ホールでは、アンコールの最後の音楽にはレインゴリト・グリエールの「偉大な都市に捧げる賛歌」が演奏される習慣がある。その際、聴衆は起立して聞く。